# 玉野站
玉野站（日语：／ Tamano eki */?）是位於愛知縣一宮市玉野字河端，名古屋鐵道（名鐵）的尾西線車站。車站編號為「BS08」。

## 概要
此站是一宮市最西和最南鐵路車站。此站只有普通列車停靠。站前設有道路（整日為行人專用區）。在玉野至萩原之間，鐵路線會途經觀櫻勝地萬葉公園。在玉野至山崎之間的車窗外會看見銀杏之黃葉。
停靠此站的列車班次為每小時4班，從此站前往名鐵名古屋需時約40分鐘，名鐵一宮需時約15分鐘，津島需時約18分鐘。由於在市內，除了私家車外很少其他交通工具可使用，因此前往津島市、愛西市、稻澤市西部上班的人士，以及於車站附近高等學校上學的師生會使用此站通勤，同時也會在此站運送報紙。

## 歷史
- 1924年（大正13年）10月1日 - 尾西鐵道車站啟用[2]。
- 1925年（大正14年）8月1日 - 名古屋鐵道收購尾西鐵道（日语：尾西鉄道），成為名鐵尾西線車站。
- 1948年（昭和23年）11月1日前 - 車站無人化[3]。
- 2007年（平成19年）8月8日 - 車站可以使用「Tranpass」[4]。
- 2011年（平成23年）2月11日 - 車站可以使用「manaca」IC卡。
- 2012年（平成24年）2月29日 - 車站不再可以使用「Tranpass」。

## 車站構造
車站是一座地面車站，設有1面1線的單式月台。月台可容納4卡列車。月台的形狀與三河線（山線）的平戶橋站相似。月台是建於彎位上，因此月台與車廂之間的空隙較大。此外，在列車進站時，車內廣播會播放（大約意思是：月台與列車之間之空隙較大，上下車時請小心）。月台上設有閉路電視，以便監察乘客上落車情況。
現時的車站大樓建成時，同時把北邊部分月台撤走，把南邊月台延長。因此，在引入自動閘機前的車站出入口與現時的車站出入口是位於不同位置。
此站曾經是簡易委託車站，在2007年10月25日前，可於車站附近的玉小商店內購買車票。站內曾經設有2台自動售票機，現時只剩下1台（不可使用IC卡）。另外站內設有1台自動補票機。
此站設有2台自動閘機，當中1台為IC卡專用閘機，因此此站可使用manaca。月台設有大約1個車廂長度的上蓋。月台上設1座飲品自動販賣機。

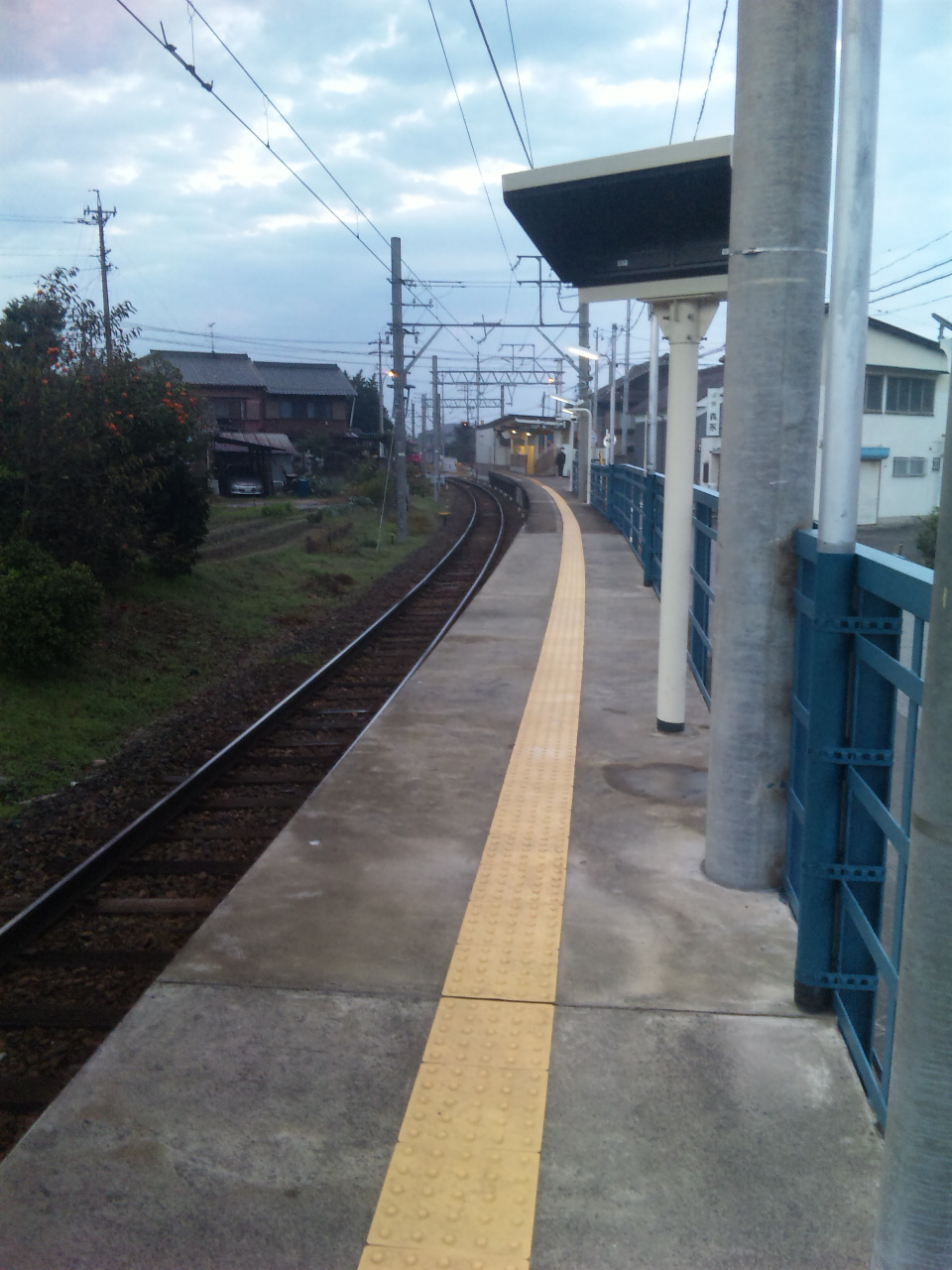
月台上的閉路電視
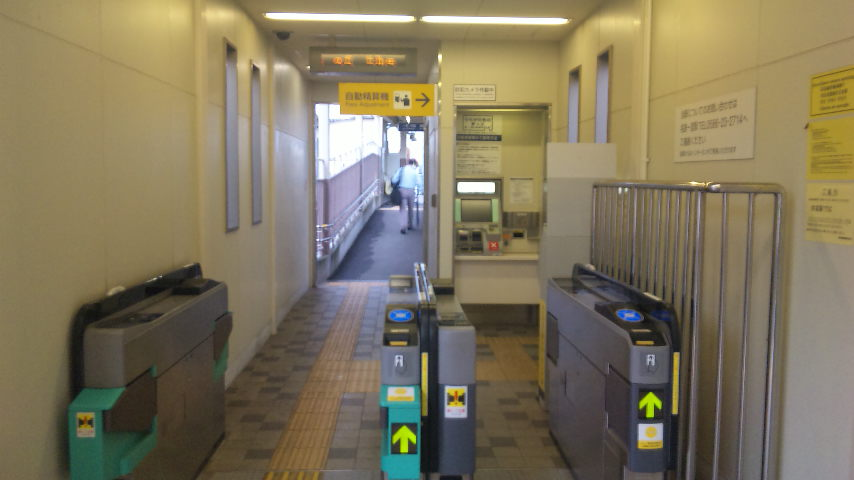
閘口與補票機
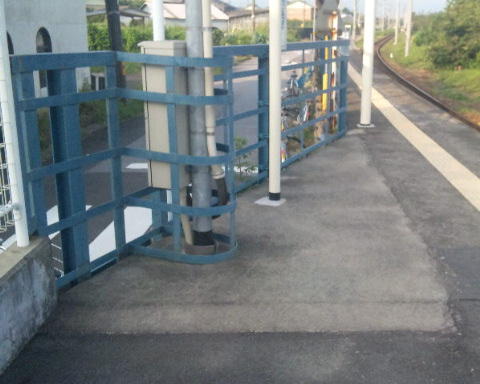
2007年前的出入口

### 配線圖
| ← 一宮方向      | 玉野站 站內配線略圖 | → 津島方向 |
| 图例 参考文献： |                     |            |

## 利用狀況
- 在中提及在2013年度，當時1日平均上下車人次為979人，為名鐵所有車站（275站）排名第225，尾西線（22站）中排名第18[6]。
- 在中提及在1992年度，當時1日平均上下車人次為1,022人，為除岐阜市內線均一車費區間內各站（岐阜市內線、田神線、美濃町線徹明町站至琴塚站之間）外名鐵所有車站（342站）中排名第218，尾西線（23站）中排名第15[7]。
- 在《愛知統計年鑑》中，於2010年度的1日平均乘車人次為438人。在平成22年度的一年總乘車人次為159,710人，當中使用定期票的有127,950人。

## 車站周邊
- 愛知縣立尾西高等學校（日语：愛知県立尾西高等学校）（乘私家車大約15分鐘[8]）
- 一宮市立尾西第二中學（日语：一宮市立尾西第二中学校）
- 一宮市立朝日東小學（日语：一宮市立朝日東小学校）
- 一宮市立朝日東保育園
- 竹腰城（日语：竹腰城）蹟
- 東玉野公民館
- 中玉野公民館
- 不二見股份有限公司（日语：フジミインコーポレーテッド）稲澤工場
- 縣道135號羽島稻澤線（日语：岐阜県道118号・愛知県道135号羽島稲沢線）
- 良昌動物之醫院
- 一宮市營玉野團地
- 稲澤厚生醫院（日语：稲沢厚生病院）免費巡回巴士「祖父江･明治路線」「玉野站前」乘車處
- 苅安賀汽車學校 校巴「萩原、尾西路線」「玉野」乘車處
- 稲澤市社區巴士（日语：稲沢市コミュニティバス）轉乘班次 「横野」巴士站
- i-巴士迷你「玉野站」巴士站

從前一宮市循環巴士 i-巴士尾西南路線停靠「玉野站」巴士站，後來在平成25年10月1日時間表修正起廢止。

## 相鄰車站
名古屋鐵道
 尾西線
山崎（BS07）－玉野（BS08）－萩原（BS09）

## 註腳
1. ↑   (PDF). 名古屋鉄道.   [2020-11-27]. （原始内容存档 (PDF)于2021-01-22） （日语）.
2. ↑  「地方鉄道駅設置並営業哩程変更」『官報』1924年10月16日（國立國會圖書館數碼化資料）
3. ↑  名古屋鉄道広報宣伝部（編）. . 名古屋鉄道. 1994: 874 （日语）.
4. ↑  . 交通新聞 (交通新聞社). 2007-12-07: 1 （日语）.
5. ↑  電氣車研究會，《鐵道畫刊》通卷第816號 2009年3月 臨時增刊号 「特集 - 名古屋鉄道」，卷末折込「名古屋鉄道 配線略図」
6. ↑  名鐵120年史編纂委員會事務局（編）. . 名古屋鐵道. 2014: 160–162 （日语）.
7. ↑  名古屋鐵道廣報宣傳部（編）. . 名古屋鐵道. 1994: 651–653 （日语）.
8. ↑  愛知県立尾西高等学校 交通アクセス （页面存档备份，存于）（日語）

## 外部連結
- 玉野 - 名古屋鐵道